# Hopen
Hopen er en ø som er en del af øgruppen Svalbard. Den er placeret i Barentshavet, 185 km øst for sydspidsen af Spitsbergen. Hopen dækker et samlet areal på 43 km2, og er 33 km lang og 2 km det bredeste sted.
Hopen blev fredet og fik status som naturreservat 26. september 2003. Hele øen er fredet bortset fra et lille område omkring Meteorologisk institutts vejrstation. Det er 4 ansatte stationeret på Hopen, tre fra instituttet og én fra Telenor. Under 2. verdenskrig placerede Luftwaffe deres eget meteorologiske personale som en del af Operation Sizilien.
Øen er omkranset af is fra november til juli. I denne periode får Hopen besøg af et stort antal isbjørne og polarræve.